# دانیلا مونا لمبین
دانیلا مونا لمبین (انگلیسی: Daniela Mona Lambin؛ زادهٔ ۱۴ فوریهٔ ۱۹۹۱) بازیکن فوتبال اهل استونی است.
از باشگاه‌هایی که در آن بازی کرده‌است می‌توان به باشگاه فوتبال لوادیا تالین اشاره کرد.
وی همچنین در تیم ملی فوتبال Estonia بازی کرده‌است.